# Les Nans
Les Nans ist eine französische Gemeinde im Département Jura in der Region Bourgogne-Franche-Comté.

## Geographie
Les Nans liegt auf 670 m, etwa sieben Kilometer nordöstlich der Stadt Champagnole (Luftlinie). Das Bauerndorf erstreckt sich im Jura, in einem abgeschlossenen Talkessel am oberen Angillon, zwischen den Höhen der Forêt de la Fresse im Westen und der Forêt de la Joux im Osten.
Die Fläche des 8,05 km² großen Gemeindegebiets umfasst einen Abschnitt des französischen Juras. Der zentrale Teil des Gebietes wird von einem in Nord-Süd-Richtung orientierten Talkessel eingenommen, der durchschnittlich auf 660 m liegt und eine Breite von maximal einem Kilometer sowie eine Länge von rund vier Kilometer aufweist. Am Fuß einer Felswand am östlichen Rand des Talkessels entspringt der Angillon, der zunächst nach Norden fließt und das Gebiet zum Ain entwässert. Flankiert wird der Talkessel von Les Nans auf allen Seiten von rund 200 m hohen Steilhängen, an denen verschiedenenorts Felswände zutage treten. Im Westen verläuft die Grenze auf dem Jurakamm der Forêt de la Fresse (886 m). Nach Osten erstreckt sich das Gemeindeareal bis an den Rand der Hochfläche des zweiten Juraplateaus und erreicht auf dem Sauget (Forêt de la Joux) mit 906 m die höchste Erhebung von Les Nans.
Zu Les Nans gehört der Weiler Petit Nans (660 m) im Tal des Angillon. Nachbargemeinden von Les Nans sind Chapois im Norden, Onglières und Mournans-Charbonny im Osten, Équevillon im Süden sowie Saint-Germain-en-Montagne, Moutoux, Le Latet und Le Larderet im Westen.

## Geschichte
Erstmals urkundlich erwähnt wird Les Nans im 13. Jahrhundert. Seit dem Mittelalter bildete Les Nans eine eigene kleine Herrschaft. Im Jahr 1479 wurden dem Ort gewisse Freiheitsrechte zugesprochen. Die Burg wurde durch Truppen des Königs Ludwig XI. zerstört. Zusammen mit der Franche-Comté gelangte Les Nans mit dem Frieden von Nimwegen 1678 an Frankreich.

## Sehenswürdigkeiten
Die im 16. Jahrhundert erbaute Dorfkirche Saint-Claude in Les Nans besitzt ein gotisches Portal und eine bemerkenswerte Holzkanzel. Von der Burg La Berne aus dem 13. Jahrhundert sind Ruinen erhalten. Zu den Natursehenswürdigkeiten zählen die Karstquelle des Angillon und die Grottes de la Doye.
|  |  |

## Bevölkerung
| Jahr                       | 1962 | 1968 | 1975 | 1982 | 1990 | 1999 | 2008 | 2018 |
| -------------------------- | ---- | ---- | ---- | ---- | ---- | ---- | ---- | ---- |
| Einwohner                  | 109  | 104  | 89   | 116  | 100  | 83   | 90   | 94   |
| Quellen: Cassini und INSEE |      |      |      |      |      |      |      |      |

Mit 98 Einwohnern (Stand 1. Januar 2022) gehört Les Nans zu den kleinsten Gemeinden des Départements Jura. Nachdem die Einwohnerzahl in der ersten Hälfte des 20. Jahrhunderts markant abgenommen hatte (1886 wurden noch 225 Personen gezählt), wurden seit Beginn der 1960er Jahre nur noch relativ geringe Schwankungen verzeichnet.

## Wirtschaft und Infrastruktur
Les Nans war bis weit ins 20. Jahrhundert hinein ein vorwiegend durch die Landwirtschaft und die Forstwirtschaft geprägtes Dorf. Daneben gibt es heute einige Betriebe des lokalen Kleingewerbes, hauptsächlich der Holzverarbeitung (Möbel, Spielzeug). Viele Erwerbstätige sind auch Wegpendler, die in den größeren Ortschaften der Umgebung ihrer Arbeit nachgehen.
Die Ortschaft liegt abseits der größeren Durchgangsstraßen an einer Departementsstraße, die von Équevillon via Les Nans nach Chapois führt. Eine weitere Straßenverbindung besteht mit Moutoux.